# ボトルキャップ
ボトルキャップ（英語: Bottle Cap）とは文字通り瓶（Bottle）の蓋（Cap）である。また、蓋につける玩具を指すこともある。以下、玩具としてのボトルキャップについて詳述する。

## 玩具としてのボトルキャップ
ボトルキャップは蓋としての機能はなく、ペットボトルやボトル缶の蓋にかぶせるものである。瓶の蓋にかぶさった台の上に映画やアニメ作品等のキャラクターのフィギュアがついている。作品が人気のあるものの場合、マニアの収集の対象となっている。ボトルキャップをつけたままだと蓋の開け閉めがしづらい。
玩具（景品）としてのボトルキャップはペプシコーラが1998年に日本で発売したペプシマンのボトルキャップが最初である。その成功から清涼飲料水の定番のおまけとして定着し、スター・ウォーズ・シリーズ、猿の惑星、SNOOPY、イチロー、ガンダム、ドラえもんなど様々なプロパティとのコラボレーションを実現させ、コレクターも多い。食品に付属されているため、広義には食玩に含まれる。ちなみにこの種のおまけは、ボトルのキャップ部の下（首部分）にぶら下げることから首掛け景品と呼ばれることがある。
飲料メーカーが自社の商品に付属させる場合やコンビニエンスストアが企画する場合、あるいは玩具メーカーがボトルキャップ単体で販売する場合もある。
タカラトミーの「ボトルマン」は、ペットボトルのキャップを発射して様々な競技を楽しめるシューティングホビーである。「ビーダマン」がビー玉を発射するのに対し、こちらはキャップを発射するという違いがある。キャップは、ボトルマン本体にも付属するが、市販のペットボトルのキャップを使うこともできる。また、ペットボトルの空き容器をターゲットとして遊ぶこともできるため、ペットボトルを分別して遊び、遊び終わったらリサイクルするなど、エコ意識の高いホビーでもある。

## 収集アイテムとして
前述のように人気のある作品のボトルキャップは収集アイテムとして人気がある。中が見えない袋につめてボトルの首にかけて販売するのが一般的で、一つの作品について数種類から数十種類のボトルキャップが同時に添付された。さらに公表されているボトルキャップの他にシークレットと呼ばれる非公表のボトルキャップがついていることもある。
2005年、このような景品を展開していたサントリーに対し、公正取引委員会が射幸心をあおる懸賞品だと指摘したことにより、袋は透明のものに変更された。

## 主なシリーズ

### サントリー
- ペプシコーラ
  - ペプシマン
  - スター・ウォーズ・シリーズ
  - 猿の惑星
  - エイプ
  - SNOOPY
  - イチロー
  - ガンダム
  - adidas
  - Mr.インクレディブル
  - スーパーマリオブラザーズ
- 南アルプスの天然水
  - 海洋堂 バードテイルズ

### コカ・コーラ
- ファイナルファンタジーシリーズ

### ダイドードリンコ
- MiU
  - 海洋堂 深海生物フィギュアコレクション

### コンビニ限定
- セブン-イレブン
  - ドラえもん